# Sebastián Eguren Ledesma
Sebastián Eguren Ledesma (Montevideo, Uruguai, 8 de gener del 1981) és un futbolista que juga com a centrecampista, actualment al Club Nacional.

## Trajectòria
El seu primer club fou el Montevideo Wanderers de la Primera divisió de l'Uruguai, on jugà entre 1999 i 2002. Entre 2003 i 2004 jugà en el Nacional de Montevideo, per acabar tornat al Montevideo Wanderers el 2005. El 12 de febrer de 2004 donà positiu de cocaina en un control antidopatje efectuat després d'un partit corresponent a la Copa Libertadores i fou suspès per a sis mesos. Eguren s'excusà argumentant que havia prés un te de coca per a combatre els efectes de l'elevada altitud -2.800 m- de la ciutat de Quito, on es jugava el partit, per la qual cosa la sanció fou rebaixada al mínim per a aquests casos
El 2005 fou traspassat a Europa per a fitxar pel Rosenborg BK de la Tippeligaen de Noruega, equip que el cedí al Hammarby IF de l'Allsvenskan sueca per a la part final de 2006. El 5 de desembre de 2006 firmà un contracte de tres anys -fins al 2009- amb el club suec. El 8 de febrer de 2006 es va conèixer que el traspàs a l'SK Brann d'Eguren i Alejandro Lago, també urugaià, fou cancel·lat per "raons psicològiques". El 30 de gener de 2008 fou cedit al Vila-real CF de la Primera divisió espanyola fins al final de temporada. A l'acabar aquesta, el club de la Planai el Hammarby IF firmaren un acord pel traspàs de l'uruguaià al Submarí Groc.
El 2004 conegué al seu company Sebas Viera en el Nacional de Montevideo, on es feren gran amics i que no es varen veure més, ja que Eguren se n'anà al nord d'Europa, però el destí faria que els dos acabaren en el mateix equip: el Vila-real CF a la temporada 2007-2008.
Durant la temporada 2009/10 no entrà en els plans d'Alejandro Valverde ni tampoc de Juan Carlos Garrido. Per això se li buscà una sortida per a poder disposar de minuts de cara al Mundial 2010. Després d'arribar a un acord amb la Lazio, fins i tot ja havia començat a entrenar-se amb els seus nous companys, la Lazio menyspreà l'acord al·legant motius mèdics. Finalment el jugador fou cedit a l'AIK Solna suec.
El 8 de juliol del 2010 l'Sporting de Gijón oficialitzà el seu fitxatge.

## Internacional
Ha sigut internacional amb la selecció de futbol de l'Uruguai, amb la qual ha disputat la Copa Amèrica del 2001 i el Mundial del 2010.

## Palmarès

### Campionats nacionals
| Títol                                        | Club                 | País    | Any  |
| -------------------------------------------- | -------------------- | ------- | ---- |
| Segona divisió de l'Uruguai                  | Montevideo Wanderers | Uruguai | 2000 |
| Lligueta Pre-Libertadores d'Amèrica          | Montevideo Wanderers | Uruguai | 2001 |
| Subcampionat de la Primera divisió espanyola | Vila-real CF         | Espanya | 2008 |

### Copes internacionals
| Títol                     | Club        | País   | Any  |
| ------------------------- | ----------- | ------ | ---- |
| Copa Intertoto de la UEFA | Hammarby IF | Suècia | 2007 |